# Sunbury (Ohio)
Sunbury ist ein Village im Delaware County, Ohio, USA.  Bei der Volkszählung im Jahr 2010 wurden 4.389 Einwohner registriert. Das Dorf liegt um einen traditionellen neuenglischen Dorfplatz mit historischem Rathaus im Zentrum der Dorfwiese.

## Geographie
Sunbury liegt nördlich von Galena, das Sunbury mit Diensten wie Polizeischutz versorgt und zusammen mit Sunbury und die umgebenden Townships den Schulbezirk Big Walnut bildet. Zwischen den Dörfern verläuft der Big Walnut Creek. Westlich von Sunbury liegt die Stadt Delaware.

## Sehenswürdigkeiten
In Sunbury  befindet sich das Ohio Fallen Heroes Memorial, ein Denkmal, das an alle gefallenen und vermissten Soldaten Ohios seit 9/11 erinnert.  Sunbury wurde als Standort für das Denkmal ausgewählt, weil es dicht am geographischen Mittelpunkt Ohios liegt.